# Paul Mayeda Berges
Paul Mayeda Berges (Torrance, California; 11 de septiembre de 1968) es un guionista y director de cine estadounidense.
De raíces japonesas, Berges se graduó de la Universidad de California en Santa Cruz, 1990. Ha colaborado con su esposa, la directora británica de origen indio Gurinder Chadha, en varios filmes. Su debut como director fue la película de 2005 The Mistress of Spices, basada en la novela homónima de Chitra Banerjee Divakaruni.

## Filmografía
- Blinded by the Light (2019)
- It's a Wonderful Afterlife (2010)
- Angus, Thongs and Full-Frontal Snogging (2008)
- The Mistress of Spices (2005)
- Bodas y prejuicios (2004)
- Bend It Like Beckham (2004)